# Cratere Calpurnia
Calpurnia è un cratere sulla superficie di 4 Vesta.